# 113. pr. Kr.
◄ | 3. stoljeće pr. Kr. | 2. stoljeće pr. Kr. | 1. stoljeće pr. Kr. | ►
◄ | 140-ih pr. Kr. | 130-ih pr. Kr. | 120-ih pr. Kr. | 110-ih pr. Kr. | 100-ih pr. Kr. | 90-ih pr. Kr. | 80-ih pr. Kr. | ►
◄◄ | ◄ | 116. pr. Kr. | 115. pr. Kr. | 114. pr. Kr. | 113 pr. Kr. | 112. pr. Kr. | 111. pr. Kr. | 110. pr. Kr. | ► | ►►
Astronomija
113. godina prije Krista bila je godina predjulijanskog rimskog kalendara. U to je vrijeme bila poznata kao Godina konzulata Caprarija i Carba (ili, rjeđe, 641. godine Ab urbe condita). Oznaka 113. pr. Kr. Za ovu se godinu koristi od ranosrednjovjekovnog razdoblja, kada je kalendarska era Anno Domini postala prevladavajuća metoda u Europi za imenovanje godina.

## Događaji
- Cimbri i Teutonci prelaze Dunav i ulaze u zemlje keltskog plemena Taurisci. Potonji se obraćaju Rimu za pomoć i Senat šalje vojsku pod vodstvom Gneja Papirija Carba da odbaci Germane natrag. Rimljani napadaju povučene kolone dok prolaze grad Noreia, ali rimska vojska je poražena u zasjedi.
- Germanska plemena napadaju Galiju i sjevernu Španjolsku
- Rimsko-Celtiberijanski rat
- Antiohije IX. Cyzicenus postaje Seleukidski car
- Tamjan plamenika, koji je kasnije pronađen u grobnici Liu Sheng, princa od Zhongshana u Manchengu, Hebei, izrađen je za vrijeme dinastije Han. Sada se čuva u provincijskom muzeju Hebei, Shijiazhuang.

## Smrti
- Decim Junije Brut Kalaik, rimski general i konzul
- Liu Sheng, Kineski princ iz dinastije Han

## Vanjske poveznice
|  | Zajednički poslužitelj ima još gradiva o temi 113. pr. Kr. |